# تیتی مادیدی
تیتی مادیدی (نام علمی: Callicebus aureipalatii) نام یک گونه از سرده تیتی است.